# Міжвидові гібриди ведмедів

Можливість гібридизації між різними видами ведмедів

Міжвидові гібриди ведмедів — потомство, що виникає при схрещуванні різних видів родини Ведмедеві (Ursidae). Наразі відомо, що в цій родині такі види можуть давати потомство при схрещуванні з іншими видами: бурий ведмідь, білий ведмідь, чорний ведмідь (барібал), гімалайський ведмідь, малайський ведмідь — всі вони належать до роду Ursus; окрім того, зареєстровані гібриди за участю представника іншого роду родини — ведмедя-губача (Melursus ursinus).

## Гібрид бурого ведмедя та барібала
Схрещування американського чорного ведмедя та бурого ведмедя спостерігалось у 1859 році в Лондонському зоопарку — цей факт відмічено Чарльзом Дарвіном в книзі "Відозміни тварин та рослин при одомашнюванні". Того року народилось троє гібридних ведмежат, але жодне з них не дожило до дорослого віку. Виходячи з того, що барібал та бурий ведмідь мають різну кількість хромосом, їхні гібридні нащадки мають бути стерильними.

## Гібрид білого та бурого ведмедя
Див. статтю "Гібрид білого та бурого ведмедя"

## Гібриди за участю ведмедя-губача
Гібриди ведмедя-губача з малайським та гімалайським ведмедями було отримано в зоопарку Тама (Токіо).

## див. також
- Гібриди ссавців